# Варчун (рэпер)
Антон Зубарев (род. 30 декабря 1977; Горький, РСФСР, СССР), наиболее известный под сценическим псевдонимом «Варчун» — российский рэпер, являлся основателем и участником рэп-группы «Район Моей Мечты» (РММ), в которую входили Карандаш и Александр «Крэк» Винокуров. Руководитель нижегородского альтернативного звукозаписывающего лейбла «КВАЗАР МУЗЫКА».
Его проекты в 2000-х годах побеждали на различных музыкальных хип-хоп конкурсах и фестивалях, а к треку «Tattoo» от Тимати принимал участие как соавтор и соисполнитель, вместе с другими рэперами этой песни 2012-го года.

## Биография
Родился 30 декабря 1977 года в городе Горьком.
Начал заниматься музыкой с 1999 года после того, как создал рэп-группу «Район Моей Мечты» и пошли первые записи. Данный проект Зубарева является обладателем ряда престижных наград, в том числе премии «RAP MUSIC», успел выступить с группой на масштабных фестивалях, таких как «НАШИ ЛЮДИ» и «SPLASH!». Выступали на одной сцене с «ONYX», «КАСТА», Keni Arkana, «BIG BLACK BOOTS», «Ю.Г.», GZA, «Looptroop» и DJ Muggs.
После распада группы в 2003 году, Варчун в 2004 году выпускает свой сольный альбом «Моя игра», дальше выходит второй альбом «Первый миллион», датой релиза которого является 2007 год. В 2009 году выходит следующий альбом «Рифмую за еду», а в 2010 году альбом «Рифмую за еду-2». Последним альбомом выпущенным в этом же 2010 году дано название «XXXIII», его также называют «33». В 2012 году группа «Район Моей Мечты» возвращается с новым материалом на неопределённое время, а после закрывается.
Rap.ru отметил, что совместная работа Варчуна с Тимати, L’One, Джиганом, Крэком и Карандашом — Tattoo, не самый длинный лонгмикс в списке, но есть и удлиненная версия песни «Тату», правда от группы «Район Моей Мечты». Именно в такой версии композиция и пошла в народ, а фраза «На эту, и на ту», практически, стала интернет-мемом. Музыкальный портал включил трек в «5 лонгмиксов русского рэпа, которые надо знать», написав заголовок с больших букв. На момент 2024 года общий клип насчитыват 63 млн просмотров на видеоплатформе YouTube.

## Рецензии
В 2004 году у Варчуна выходит свой первый альбом «Моя игра», который был записан на российском звукозаписывающем лейбле RAP Recordz, а позже и вовсе стал рецензированным.

## Издательства
- Журнал «Столица Нижний»/июль, 2016: Лица нижегородской музыки[12].

## Дискография
- 2004 год — «Моя игра»[1][4]
- 2007 год — «Первый миллион»[13]
- 2009 год — «Рифмую за еду»[14]
- 2010 год — «Рифмую за еду-2: Всё ещё голоден»[15]
- 2010 год — «XXXIII» («33»)[3]
- 2018 год — «Варчун. Лучшее» (сборник)[16]